# Guilherme Holderegger
Guilherme Holderegger, originalmente Wilhelm Holderegger (Gais, 30 de maio de 1922 — Joinville, 7 de dezembro de 2007) foi um empresário e Cônsul suíço-brasileiro.
Originário do cantão de Appenzel-Ausserrhoden, era o filho primogênito de um casal de suíços-alemães e, acompanhado de sua irmã, imigrou para o Brasil no ano de 1928.
Marcou a indústria brasileira ao fabricar o primeiro refrigerador brasileiro e, logo após, em julho de 1950, fundou a Consul. Tornando-se um dos pioneiros da indústria eletrodoméstica no Brasil. Em vista da veloz e constante expansão da empresa, seguida da vertiginosa demanda por refrigeradores no território brasileiro, deu origem à Embraco, uma empresa de compressores que na atualidade é considerada a maior do mundo em seu ramo.
Em meados da década de 60, Guilherme foi nomeado como Correspondente Consular da Suíça em Santa Catarina - posição que ocupou por mais de três décadas.
Guilherme faleceu em 7 de dezembro de 2007, aos 85 anos, devido a causas naturais.

## Biografia
Guilherme Holderegger, inicialmente registrado como Wilhelm Holderegger, nasceu no dia 30 de maio de 1922, em uma pequena cidade rural da Suíça conhecida como Gais.
Willy, como fora carinhosamente apelidado desde seu nascimento, era o filho mais novo do casal Albert e Marta Holderegger. Seu pai veio a falecer em 1924, quando Willy havia apenas 2 anos de idade, levando sua família desestruturada. Devido à falta de dinheiro e alimentos causado por um aumento populacional associado à produção agrícola insuficiente e aos problemas de adaptação causados pela industrialização com a entrada maciça de produtos estrangeiros, Willy e sua irmã Martha embarcaram para o Brasil em 1928, a bordo do navio La Coruña.
Em 1940, Guilherme foi oferecido o emprego de técnico mecânico na indústria de máquinas Raimann, em Joinville, posição que entusiasmadamente aceitou. Embora o mundo ainda enfrentasse os efeitos nocivos da Grande Depressão, em 1929, e o país vivesse sob a tensão política da Segunda Guerra Mundial, a pequena cidade de Joinville, passava por um momento próspero. Guilherme se hospedou na parte central da cidade onde, graças à forte imigração alemã, adquiriu inúmeras experiências, conhecimentos e fez muitas amizades, uma delas era Brigita Ana Rauch que logo tornou-se sua esposa. O casal logo teve seu primeiro filho - em 11 de novembro de 1943, nascia o primogênito Mário. Seu filho mais novo, Alberto, nasceu em 14 de fevereiro de 1946.
Todavia, com o fim da guerra se aproximando, o governo militar brasileiro, por medidas de segurança começou a nacionalizar empresas de alemães no Brasil, para financiar o reparo de guerra causado pelos navios supostamente afundados pelos nazistas. Assim, sob o comando do General Neves, a indústria Raimann deixou de progredir, e os investimentos acabaram. Acabou sendo leiloada, e posteriormente vendida. Guilherme, agora desempregado buscava um novo rumo, e alternou de empregos, primeiro virou saxofonista, depois trabalhou em auto mecânica até finalmente criar a própria oficina, agora junto com Rudolfo Stutzer e em Brusque, começou a fabricar anzóis - a oficina ganhou o nome de Tiradentes.
A oficina começou a crescer rapidamente, iniciando o trabalho na manutenção de máquinas têxteis em Brusque, Stutzer iniciou a produção de bicicletas, desde correntes até pedais, assim atraindo pedidos de empresas em Joinville, Blumenau e Itajaí. Todas as peças reparadas eram carimbadas com a marca "Cônsul" em homenagem a Carlos Renaux, quem financiou a oficina dos dois jovens idealizadores.

## O primeiro refrigerador brasileiro e a Consul
Em 15 de julho de 1950, com a parceria de Wittich Freitag, e um montante de Cr$ 1.000,00, nascia, em um galpão 680 m², a indústria de refrigeração Cônsul. Inicialmente, foram meses de muito esforço para superar as dificuldades: transporte dos refrigeradores, devolução de mercadorias, entre outros. Na véspera do Natal de 1951, por exemplo, 50 refrigeradores foram devolvidos pois não estavam atingindo a temperatura interna de 12 graus, estabelecida pelos padrões internacionais. Todavia, através de estudo, experiência e dedicação todos os problemas foram resolvidos. O ano seguinte, 1952, terminou com a fabricação de 480 refrigeradores, e assim a Consul começava a crescer exponencialmente.
A empresa começou a expandir, outras locações, funcionários e serviços foram contratados. E a Consul, rapidamente ganhou o mercado e a confiança do consumidor brasileiro, atitude que mantém até hoje.

### Whirpool S.A.
O pioneiro deixou a empresa, quando a Consul em 1994, passou a fazer parte da fusão entre as marcas Semer e Brastemp, para formar a Multibrás, subsidiária da Whirpool Corporation -  a maior fabricante de produtos de linha branca no mundo.

## Embraco
O Brasil passava por um momento de instabilidade e os problemas de importação eram cada vez maiores. A ideia de Guilherme, de montar uma fábrica de compressores no país, vinha tomando forma, com a Danfoss, da Dinamarca. Em 1971, foi assinado o contrato com a multinacional: depois de quase uma década, negociando, para trazer uma fábrica de compressores de alta qualidade, nascia a Embraco – graças à escassez de componentes importados no Brasil, com o objetivo de afastar o perigo da falta do "coração da geladeira", apelido que os compressores recebiam.

### Brasmotor e Whirpool
Em 1976, a Embraco associou-se a Brasmotor e a Whirpool, e no ano seguinte,1977, iniciou as exportações internacionais.